# Генерал-капитанство Филиппины
Генерал-капита́нство Филиппины (исп. Capitanía General de las Filipinas) — административная единица Испанской империи, существовавшая в 1574—1898 годах.
В XVI веке испанские мореплаватели открыли много островов в Тихом океане, объявив их владениями испанской короны. Для управления заселяемыми и завоёвываемыми территориями было образовано генерал-капитанство, в административном плане входящее в состав вице-королевства Новая Испания. До 1591 года резиденцией генерал-капитана был Сан-Мигель, с 1591 года столицей генерал-капитанства стала Манила.
В подчинении генерал-капитана находились не только Филиппинские острова, но и вся Испанская Ост-Индия. В ходе реформ Бурбонов королевским декретом от 17 июля 1784 года в Маниле было образовано интендантство, в чьё ведение были переданы вопросы экономики и финансов, а в последующие годы были созданы дополнительные интендантства на ряде филиппинских островов, однако в 1787 году они были ликвидированы, а их функции возвращены в ведение генерал-капитанства.
До 1822 года генерал-капитанами Филиппин назначались гражданские чиновники. С 1822 года, когда в результате революций в Латинской Америке Испания потеряла почти все свои американские колонии и вице-королевство Новая Испания было ликвидировано, генерал-капитанство стало подчиняться непосредственно Мадриду, а генерал-капитанами назначались преимущественно военные.
Существование генерал-капитанства прекратилось в 1898 году, когда филиппинскими повстанцами была провозглашена Первая Филиппинская республика. В результате испано-американской войны 1898 года большинство принадлежавших Испании тихоокеанских островов перешло под контроль США, а оставшиеся были в 1899 году проданы Германии.